# Frances Wood (estadística)
Frances Wood (Londres, 25 de diciembre de 1883– Londres, 12 de octubre de 1919) fue una química y estadística inglesa, pionera de la estadística femenina. Dio nombre a la Medalla Wood de la Sociedad Estadística Real.

## Biografía y trayectoria
Wood creció en el seno de una familia numerosa y metodista, compuesta por Emma Hooley y Samuel Chick y sus siete hijas. Todas ellas fueron educadas de forma muy estricta y estudiaron en la Notting Hill High School, una escuela para chicas destacada por su enseñanza en ciencias, y cinco de ellas continuaron estudiando y se graduaron en la universidad, siendo la más pequeña de las hermanas la distinguida microbióloga y nutricionista Harriette Chick.
El hecho de que cinco mujeres de la misma familia lograse un título universitario fue algo extraordinario para la época en la que era inusual que las mujeres estudiasen en la universidad. En ese contexto, cabe destacar, que la UCL no empezó a conceder títulos a las mujeres hasta1878 y en Cambridge no pudieron examinarse hasta 1881, siendo 1948 el año en el que esta universidad empezó a concederles títulos.
Frances Chick, realizó sus estudios secundarios de 1897 a 1903 y se distinguió tanto dentro como fuera de las aulas. Fue bibliotecaria del alumnado, capitana del club de juegos, presidenta de la sociedad de debate, secretaria del club de natación y capitana del equipo de hockey.
Después ingresó en el University College de Londres (UCL) en 1904  y se graduó en química con matrícula de honor, en 1908.
Se casó con Sydney Wood, un inspector del Consejo de Educación, en julio de 1911. Su hija Bárbara nació en septiembre de 1919 por cesárea, pero Frances Wood murió dos semanas después de sepsis.

## Trayectoria
De 1908 a 1912 trabajó en el Instituto Lister de Medicina Preventiva como química investigadora, donde también trabajaba su hermana Harriette. Durante este período publicó tres artículos -dos de ellos junto a Norman Wilsmore- sobre la química del acetilceteno. Dichos artículos fueron citados posteriormente en más de cuarenta ocasiones.
El Instituto Lester contrató al Dr. Major Greenwood, especialista en estadística médica, en 1910, para la creación de un departamento de estadística en el centro. Se impartieron unas conferencias sobre estadística a las que Wood asistió y que motivaron su cambio de interés profesional, hacia las estadísticas médicas a partir de ese momento. 
Entre los años 1911 y 1912 también siguió cursos en la UCL sobre higiene y eugenesia.
Fue becaria de investigación en el departamento de estadística Lister en 1912, puesto que conservó hasta el inicio de la Primera Guerra Mundial en 1914. En Lister, inició un proyecto para investigar la correlación entre las condiciones de los hogares y el desarrollo mental de estudiantes de las escuelas primarias. Tomó datos de las escuelas y comenzó el análisis, pero no pudo terminarlo al estallar la guerra.
Después fue destinada a la Junta de Comercio para la guerra en 1914 y más tarde se trasladó al Ministerio de Municiones.
Desde 1913 perteneció a la Royal Statistical Society en 1913 y posteriormente, se integró en la Orden del Imperio Británico en 1917, donde fue oficial de la misma en 1918.
Permaneció en el Ministerio de Municiones hasta marzo de 1919, cuando dimitió a causa de su embarazo.

### Contribuciones
Los primeros trabajos de Wood en el campo de la química tuvieron que ver con la polimerización y fermentación, bajo la dirección de Sir William Ramsay y luego Arthur Harden. Como estadística médica, comparó los precios de los alimentos con los salarios y los alquileres, la generalización de las correlaciones estadísticas sobre las tasas de mortalidad, y las tasas de mortalidad por cáncer y diabetes.
Su trabajo durante la guerra permanece inédito, pero dos artículos póstumos se refieren a los efectos de la educación superior en la fertilidad, y a la correlación entre la clase económica y el desarrollo mental infantil.
Su artículo The Course of Real Wages in London, 1900–12, se leyó antes de una reunión de la Royal Statistical Society (RSS) el 18 de noviembre de 1913, y su presidente, el economista Francis Edgeworth comentó que hizo "una importante contribución al arte de medir los cambios en el valor de dinero". Publicó un artículo más en las revistas de la RSS, sobre los cambios en el precio de los alimentos experimentados por las clases trabajadoras y altas, en 1915.

## Premios y honores
Frances Wood fue la primera mujer estadística médica, la primera mujer en el Consejo de la RSS y la primera mujer en su Comité Ejecutivo.
En 2017, la sociedad instituyó la medalla Wood, nombrada en su honor, "por sus excelentes contribuciones a las estadísticas económicas o sociales".
Poco después de su muerte, la sociedad recaudó fondos para organizar un concurso de ensayo bienal en su memoria. El respaldo fue tan grande que se recaudó 

## Publicaciones seleccionadas
- Wood, Frances (December 1913), "The Course of Real Wages in London, 1900–12", Journal of the Royal Statistical Society, 77 (1): 1–68, doi:10.2307/2339758, JSTOR 2339758
- Brown, J. W.; Greenwood, Major; Wood, Frances (February 1914), "A Study of Index Correlations", Journal of the Royal Statistical Society, 77 (3): 317–346, doi:10.2307/2339727, JSTOR 2339727
- Greenwood, Major; Wood, Frances (1914), "On Changes in the Recorded Mortality from Cancer and their Possible Interpretation", Proceedings of the Royal Society of Medicine, 7(Sect Epidemiol State Med) (Sect Epidemiol State Med): 119–170, doi:10.1177/003591571400701506, PMC 2002953, PMID 19978156
- Greenwood, Major; Wood, Frances (April 1914), "The Relation between the Cancer and Diabetes Death-rates", Journal of Hygiene, 14 (1): 83–118, doi:10.1017/S0022172400005702, PMC 2206759, PMID 20474569
- Wood, Frances (July 1916), "The Increase in the Cost of Food for Different Classes of Society since the Outbreak of War", Journal of the Royal Statistical Society, 79 (4): 501–508, doi:10.2307/2341003, JSTOR 2341003
- Brown, J. W.; Greenwood, Major; Wood, Frances (October 1920), "The fertility of the english middle classes. A statistical study.", The Eugenics Review, 12 (3): 158–211, PMC 2942447, PMID 21259713